# Mallotus longinervis
Mallotus longinervis är en törelväxtart som beskrevs av M.Aparicio. Mallotus longinervis ingår i släktet Mallotus och familjen törelväxter. Inga underarter finns listade i Catalogue of Life.